# Calceolaria sericea
Calceolaria sericea är en toffelblomsväxtart som beskrevs av Francis Whittier Pennell. Calceolaria sericea ingår i släktet toffelblommor, och familjen toffelblomsväxter. Inga underarter finns listade i Catalogue of Life.